# Listă de televiziuni din Serbia

## Televiziuni în Serbia

### TV sârbești

#### Generale
- RTS 1
- RTS 2
- TV Pink
- B92
- K1 Televizija
- PRVA Srpska Televizija
- RTS Sat
- Studio B
- Happy TV
- TV Metropolis
- RTV 1
- RTV 2
- RTS Digital
- B92 Info
- Pink 2
- Pink Plus
- Pink Extra
- Pink M
- RTV Panonija
- TV Palma
- TV Kladovo
- TV Kopernicus
- RT Kragujevač
- Belle Amie
- TV Most Novi Sad
- TV City
- Canal PI
- Kanal 9 TV
- TVKragujevač 9
- Kraljevačka TV
- Timočka TV
- TV Banat
- TV Lotel
- TV Pirot
- TV Bor
- RTV Santos
- TV Lav Plus
- RT Vranje
- Sat TV
- TV Spektar
- RTV YU eco
- TV Galaksija 32
- IQS.Life
- RT Kraljevo i Ibarske Novosti

#### Regionale
- RTCG
- RTCG 2
- Atlas TV

#### Filme
- HBO
- HBO 2
- HBO 3
- TV 1000 Balkan
- Diva
- FOX Crime
- FOX Life
- FOX Movies
- FOX TV
- Cinemax
- Cinemax 2
- CineStar TV
- CineStar Action & Thriller
- AMC
- AXN
- CBS Drama
- Pink Action
- Pink Film
- Pink Family
- Pink Movies
- Cinemania
- SciFi
- Feelmax
- Feelmax MIX
- Feelmax YU
- Feelmax EX YU
- Comedy Central
- BBC First

#### Muzică
- CMC
- MTV Adria
- Club MTV
- MTV Hits
- MTV 80s
- MTV 90s
- MTV 00s
- DM SAT
- TV Melos
- MTC
- Top Music
- Televizija S

#### TV bosniace
- OBN
- Hayat TV
- Federalna TV

#### Sport
- Eurosport 1
- Eurosport 2
- Extreme Sports Channel
- ESPN America
- SOS Kanal
- Arena Sport 1
- Arena Sport 2
- Arena Sport 3
- Arena Sport 4
- Sport Klub 1
- Sport Klub 2
- Sport Klub 3
- Sport Klub 4
- Sport Klub 5
- Sport Klub Fight

#### Desene animate și animație
- Cartoon Network
- Boomerang
- Baby TV
- Pink Kids
- Super Pink Kids
- Minimax
- JimJam
- Feelmax Junior
- Nickelodeon
- Nick Jr.
- Nicktoons

#### Știință
- Discovery Channel
- Discovery Science
- Investigation Discovery
- TLC
- Crime & Investigation Network
- National Geographic Channel
- National Geographic Wild
- History Channel
- Viasat History
- Viasat Nature
- Viasat Explore
- Animal Planet
- Travel Channel
- CBS Reality

#### Diverse
- 24 Kitchen
- E! Entertainment
- Fashion TV
- Ginx TV

#### Știri
- Vesti
- BBC World News
- CNN International
- Euronews

#### TV croate
- HRT 1
- HRT 2
- RTL Televizija
- Nova TV

#### Erotice
- Playboy TV
- Private TV
- Hustler TV
- Blue Hustler

#### TV străine
- RAI 1
- RAI 2
- M1
- TV2
- RTL Klub
- Duna Televízió
- M2
- TVR 1
- Antena 1
- Pro TV
- Kanal D
- PRO 2
- STV 1
- STV 2
- Markiza TV
- TV Joj
- RTL
- RTL 2
- SAT.1
- PRO 7
- ORF 1
- ORF 2
- VOX
- ČT1
- ČT2
- Nova TV
- ČT24